# Prix Saint-Germain
Le prix Saint-Germain est un prix cinématographique français créé par Bernard-Henri Levy, décerné de 2011 à 2013. 
Son nom fait référence au cinéma le « Saint-Germain » situé dans le quartier parisien Saint-Germain-des-Près. Il récompense une personnalité du cinéma, et son jury à la particularité d'être uniquement composé d'écrivains.
Remis chaque année le premier lundi de janvier, le prix est accompagné d'un dotation de 3 000 € ainsi que d'une carte d'invitation permanente au cinéma Saint-Germain et d'une projection du film lauréat.

## Liste des jurés
Liste des jurés pour la première année de remise des prix :
- Fernando Arrabal
- Christine Angot (présidente du jury en 2013)
- Frédéric Beigbeder
- Nicolas d'Estienne d'Orves
- Jean-Paul Enthoven
- Régis Jauffret
- Bernard-Henri Levy
- Catherine Millet
- Yann Moix (président du jury en 2012)
- Bruno de Stabenrath (président du jury en 2014)
- Marc Weitzmann

## Lauréats

### 2011
- Film français : Hors Satan de Bruno Dumont
- Film étranger : Winter's Bone de Debra Granik

### 2012
- Film français : Sport de filles de Patricia Mazuy
- Film étranger : Royal Affair de Nikolaj Arcel

### 2013
- Film français : La Vénus à la fourrure de Roman Polanski
- Film étranger : La Danza de la Realidad de Alejandro Jodorowsky
- Prix spécial du jury pour l’ensemble de son œuvre : Jean-Pierre Mocky